# Dubouzetia guillauminii
Dubouzetia guillauminii là một loài thực vật có hoa trong họ Côm. Loài này được Virot mô tả khoa học đầu tiên năm 1953.